# 戈尔佩哈斯
41°00′04″N 5°54′22″W / 41.0010473°N 5.9059747°W
戈尔佩哈斯，是西班牙卡斯蒂利亚-莱昂萨拉曼卡省的一个市镇。 总面积12平方公里，总人口192人（2001年），人口密度16人/平方公里。